# KDE e.V.
KDE e.V. és una organització sense ànim de lucre que representa la comunitat KDE en assumptes legals i financers. Fundada el 27 de novembre de 1997, té la seu a Berlín, Alemanya. L'associació dóna suport a KDE mitjançant donacions monetàries, de maquinari i d'altra mena, que s'utilitzen per ajudar els esforços de desenvolupament sense influir en la direcció del desenvolupament del projecte. L'abreviatura "eV" significa eingetragener Verein, que significa "associació registrada" en alemany.

## Història
L'agost de 1997, es va celebrar la primera reunió de la comunitat KDE, coneguda com a KDE One, a Arnsberg, Alemanya. L'esdeveniment va reunir 15 participants i va funcionar amb un pressupost de DMmarcs anglesos. Durant la reunió, l'organitzador Matthias Kalle Dalheimer es va adonar que gestionar les donacions i les despeses a través del seu compte bancari personal no era pràctic. Com a resultat, va proposar establir una organització formal per gestionar els assumptes financers i legals de la comunitat KDE.
El 27 de novembre de 1997, KDE eV es va registrar oficialment com a associació sense ànim de lucre ( eingetragener Verein ) sota la llei alemanya a Tübingen. Matthias Ettrich va esdevenir el primer president de l'organització, i Dalheimer va exercir com a vicepresident. Per complir el requisit legal de set membres fundadors, van reclutar companys de pis i amics per unir-se a l'associació.
KDE eV ha continuat donant suport a la comunitat KDE gestionant donacions i organitzant esdeveniments. Amb el temps, ha ampliat el seu paper, ha desenvolupat programes formals de membres i ha contractat personal.
A l'octubre de 2006, Mark Shuttleworth es va convertir en el primer mecenes individual de KDE, seguit de Trolltech com a primer mecenes corporatiu el febrer de 2007. Més tard aquell mateix any, s'hi van unir altres mecenes, com ara KDAB, Intel i Novell. El 2008, KDE eV i Wikimedia Deutschland van obrir oficines compartides a Frankfurt, cosa que va suposar la contractació del primer empleat de KDE eV. Posteriorment, l'organització va traslladar les seves oficines a Berlín en col·laboració amb la Free Software Foundation Europe (FSFE).
El 2010, KDE eV va llançar la campanya "Join the Game", una iniciativa que convidava les persones a convertir-se en membres col·laboradors sense necessitat de dedicar-hi temps. Georg Greve, fundador de l'FSFE, va ser el primer a unir-s'hi.

## Organització
| Organització             | Organització       |
| Ocupació                 | Nom                |
| ------------------------ | ------------------ |
| President                | Aleix Pol González |
| Vicepresident            | Lydia Pintscher    |
| Tresorer i vicepresident | Eike Hein          |
| Membre de la Junta       | Nate Graham        |
| Membre de la Junta       | Adriaan de Groot   |

KDE eV inclou tres tipus de membres: membres actius, membres extraordinaris i membres de suport. Tant les persones físiques com les jurídiques poden ser-ne membres. Els membres actius han contribuït a la comunitat KDE. Els membres que hi donen suport donen suport al KDE mitjançant contribucions financeres, i són: basysKom GmbH, Digia, Sirius Corporation Ltd i Google. El patró de KDE és el membre de més alt nivell que hi dóna suport, i són: SUSE, Klarälvdalens Datakonsult AB i Nokia. Tots els membres de l'associació estan convidats a assistir a l'assemblea general. L'assemblea general sovint forma part de l'Akademy.
La junta directiva és la responsable del funcionament de l'associació. La junta directiva té cinc membres elegits per assemblea general. L'oficina de KDE eV es troba a Berlín. Té 1 empleat administratiu remunerat, anomenat gerent d'empresa. El gerent d'empresa és responsable a temps complet de les operacions diàries, l'adquisició de recursos i la gestió de les persones en pràctiques. KDE eV ofereix pràctiques a estudiants qualificats. A Espanya, el representant oficial de KDE eV és KDE España. KDE eV és una organització associada de l'FSFE i titular de la llicència de l'Open Invention Network.

## Activitats
KDE eV organitza i subvenciona esdeveniments com ara sprints per a desenvolupadors, el Camp KDE i l'Akademy. S'encarrega dels assumptes legals de la comunitat KDE.
Els grups de treball són una estructura que formalitzarà alguns rols dins de KDE i millorarà la coordinació dins de KDE, la comunicació entre les parts de KDE. Actualment, els grups de treball actius són el grup de treball comunitari (CWG), el grup de treball de màrqueting (MWG) i l'administració de sistemes (sysadmin). Els grups de treball dissolts són el grup de treball d'interacció humà-ordinador (HCI WG) i el grup de treball tècnic (TWG).
El Grup de Treball d'Administració de Sistemes és responsable de l'administració dels servidors KDE. El Grup de Treball de Màrqueting es va fundar el novembre de 2005 per ajudar a coordinar el màrqueting i la promoció. Actualment els membres són Troy Unrau, Franz Keferböck i Wade Olson. El Grup de Treball Comunitari es va fundar l'agost de 2008 i ajuda amb l'assessorament comunitari quan cal.
El Grup de Treball Tècnic s'encarregarà de coordinar la planificació i el llançament. A més, haurien de decidir quin programari s'inclou al KDE o s'elimina, ja que els diferents programes es combinaran en mòduls i s'haurien de permetre les dependències entre els mòduls i amb programari extern. Una altra tasca és que serveix de punt de contacte per a preguntes tècniques generals relacionades amb KDE, que serveix de contacte entre els desenvolupadors del projecte i els productors. Després d'un any, el Grup de Treball Tècnic ha estat substituït per l' equip de llançament, que és independent de KDE eV.